# Programa Cor-de-Rosa
Programa Cor-de-Rosa foi um programa de televisão brasileiro exibido pelo SBT entre 2 de agosto e 5 de novembro de 2004 às 15h00, apresentado por Silvia Abravanel e Décio Piccinini.

## História
Era um programa de variedades sobre o mundo artístico. Em novembro do mesmo ano, com a estreia do programa Charme, apresentado por Adriane Galisteu, migrou para o horário das 17h30 e ficou no ar até 5 de novembro de 2004, quando foi substituído por Chaves.

## Extinção
No dia 8 de novembro de 2004, o programa simplesmente não foi exibido. Em seu lugar, voltou a ser exibido o seriado Chaves. Tudo indica que o programa foi tirado do ar às pressas.
Em setembro de 2004, houve informações de que Silvio Santos não estava gostando do programa. 